# 住吉踊り
住吉踊り（または住吉踊。すみよしおどり）は、大阪の住吉大社の御田植神事に行われる住吉の御田植の踊り。戦国時代のころから住吉神宮寺の僧が京阪の各町村を廻って勧進したことから有名になり、江戸時代には乞食坊主の願人坊主らが大道芸として全国に流布し、かっぽれ・万作踊りなどに影響を与えた。かっぽれなどを住吉踊りと称することもあるが、大道芸としての住吉踊りは伊勢音頭や豊年踊り、子守り踊りなど民間踊りや俗謡が混在しており、本来の住吉踊りとは異なる。

## 概略

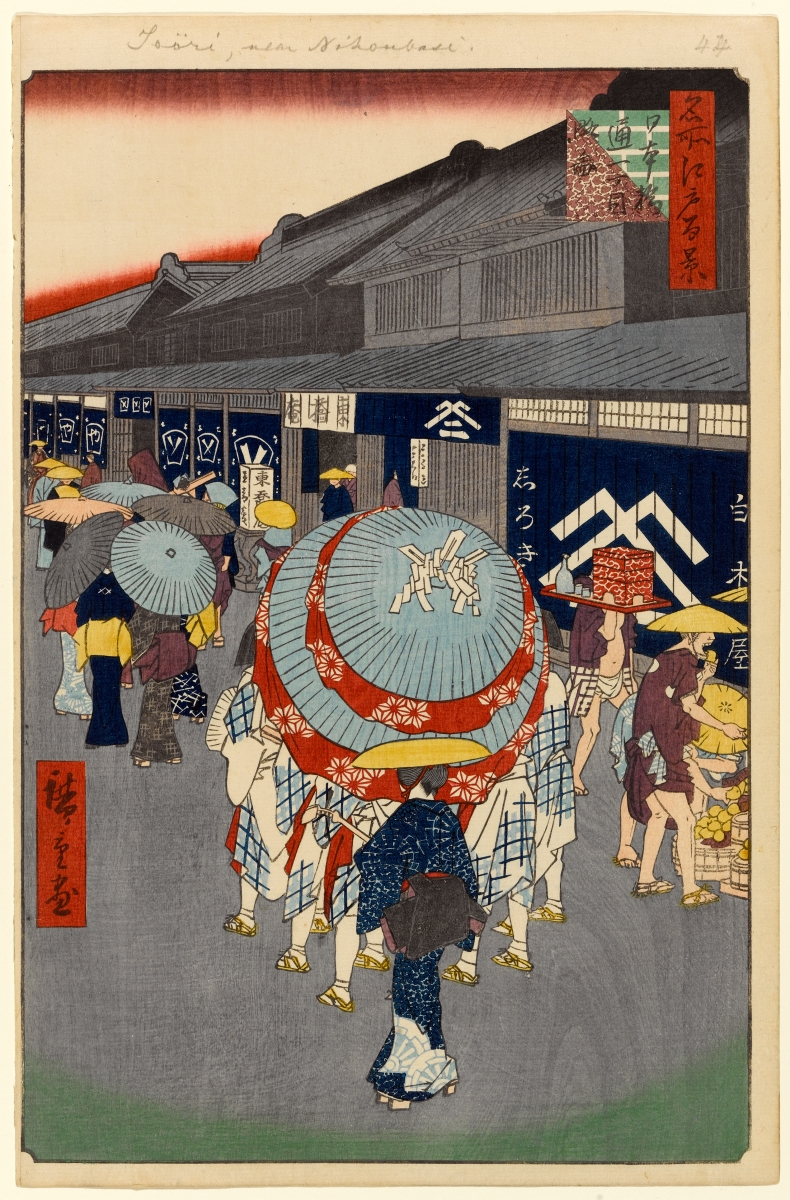
名所江戸百景の「日本橋通一丁目略図」の中に大道芸になった住吉踊りが描かれている。住吉踊りの大きな傘を派手に飾り、その後ろに三味線弾きが従い、数人で門付した。

祭祀としての住吉踊りは、神功皇后が三韓より凱旋の折、泉州七道ヶ濱（現・堺市堺区七道）に上陸したことを祝い、海浜の漁民が天下泰平を謳歌し吉士舞を舞ったのが始まりとされる。中世には農民たちが稲の虫追いや厄払いの意を込めて五穀豊穣を祈った農民舞踊となり、住吉神宮寺（神社に付属する寺）の僧が庶民の安全繁栄を祈った踊りとして京阪諸国を巡歴し、勧進した。
頂上に御幣をつけ、縁に幕を垂らした大傘を立て、手の割り竹で傘の柄を打ちながら一人が音頭取りとして歌い、縁に幕を垂らした菅笠をかぶり、口を白布で隠し、手にうちわを持った4人の踊り手がその周囲を回る（近年は、多数の踊り手で演じられている）。4人の踊り手が「心」の字を表し、中央の音頭取りの一人と足して「必」の字となる。5人が一つの傘の中で唄い踊るのは天地五行を象徴し、衣装にも紅、白、紫、黄、黒の5色を用いる。神仏習合によりもともと僧が踊って勧進したことから、踊り手の衣裳も僧服を模している。傘は仏法の天蓋を表し、この世界に住む誰もが心を本とし、神仏が傘下を守るという意味でもある。歌詞は神へ豊作を願う内容で、音頭の掛声「イヤホエ」は「陰陽穂栄」を転訛したものと言われる。
廃仏毀釈により明治4年に住吉神宮寺が廃寺になったため一度途絶えたが、約50年後の大正10年（1921年）に地元の有志が伊勢神宮参拝団「楽正会」を結成し、絶えてしまっていた踊りを古い資料などに当たって復興させ、住吉大社の御田植神事の奉納踊りとして復活した。

## 大道芸の住吉踊り
大道芸としての住吉踊りは、住吉神宮寺の僧徒が始めた勧進の踊りを京阪の願人坊主らが物乞いのために学び、俗信を唱えて大傘の柄を叩いて歌い踊って金銭を得ていたが、次第に滑稽な歌や踊り、芝居の振り真似なども加えて見世物化していき、それが江戸から諸国に伝わっていったとされる。古書の記述によると、正徳年間の1710年代にはすでに「住吉神社とは関係なく、大阪長町（現・大阪市中央区日本橋筋と浪速区日本橋）の非人らが傘と菅笠に赤い布をつけてお祓いの初穂料の名目で物乞いを始めたもの」とあり、その後人寄せのために見世物色を強めていき、名古屋では19世紀前半の文政ころから義太夫や豊後節、新内節といった音曲や、住吉踊り以外の物真似も加えた興行が人気を博し、江戸では橋本町（現・千代田区東神田）の願人坊主が住吉踊りを変形させたヤートコセ節踊り（ヤートコセは伊勢音頭の囃子言葉）を流行らせた。天保2年（1831年）に江戸中村座で初演された歌舞伎舞踊『六歌仙容彩』の「喜撰」の幕では、願人坊主が踊ったチョボクレや、ヤートコセ節に変じた住吉踊りが登場し「住吉さまの岸の姫松めでたさよ　いさめの御祈祷　清めの御祈祷　天下泰平国土安穏めでたさよ」と唄い、大傘とともに坊主たちが踊る場面があり、人気の演目として今に続いている。大道芸の住吉踊りは明治以降も幇間の座敷芸や落語家らによる寄席芸「江戸住吉踊り」として、あるいは願人踊りなど郷土の祭りの芸能として引き継がれている。

## 寄席芸の住吉踊り
古今亭志ん朝が八代目雷門助六から習い、寄席芸としての住吉踊りを復活させた。浅草演芸ホールでは毎年8月中席（11-20日）昼の部の興行で芸人による「納涼住吉踊り」が大喜利として行われる。この興行は落語協会の主催であるが、前身の東宝名人会で協会の区別なく顔付けされていたことに鑑み、落語芸術協会や講談協会などの他会員も参加するなど、江戸の定席では唯一協会の区別を問わない顔付けとなっている。志ん朝の死去以降は4代目三遊亭金馬（のちの2代目金翁）、金原亭駒三がそれぞれ座長を引き継ぎ、2019年より古今亭志ん彌が座長を務める。
浅草以外でも不定期に定席の大喜利として行われることがある。例として、2023年5月上席新宿末廣亭昼の部での落語芸術協会定席興行の大喜利として組まれた（2019年以来4年ぶり）。主任は九代目雷門助六（一部の日は雷門小助六が代演）が務めた。
また、名古屋の大須演芸場でも毎年9月の定席興行の大喜利で「住吉踊り」が行われるが、江戸（主に落語協会会員）と上方（主に上方落語協会会員など）がそれぞれ日にちを分けて披露している。

### 座員
太字は直近の会（浅草演芸ホール）に参加した座員。それ以外は直近3年間に参加した座員。
座長
- 古今亭志ん彌

師範代
- 二代立花家橘之助

座員

#### 落語協会所属
- 古今亭菊春
- 初音家左橋
- 三遊亭歌る多
- 古今亭菊千代
- 三遊亭圓王
- 三遊亭吉窓
- 五代目三遊亭金馬
- 三代目古今亭圓菊
- 三遊亭金八
- 古今亭志ん陽
- 三代目桂やまと
- 林家ぼたん
- 三遊亭ときん
- 古今亭駒子
- 古今亭志ん雀
- 三遊亭律歌
- すず風にゃん子・金魚 - 両名とも
- ホンキートンク（弾・遊次）
- 翁家和助
- 翁家小花
- 鏡味仙成
- 八代目柳亭小燕枝
- 柳家花ごめ
- 古今亭伝輔
- 林家木久彦
- 柳家小もん
- 柳家緑助
- 古今亭雛菊
- 入船亭扇太
- 古今亭菊正
- 立花家あまね

#### 落語芸術協会所属
- 四代目春雨や雷蔵
- 三代目桂小文治
- 三遊亭とん馬
- 春風亭昇也
- 雲龍亭雨花
- 桂翔丸
- 三遊亭遊子
- 春雨や晴太
- 三遊亭あら馬

#### 講談師
- 神田紅 - 日本講談協会・落語芸術協会
- 神田茜 - 日本講談協会・落語協会
- 宝井梅福 - 講談協会

#### 奇術師
- 花島皆子
- 小梅

### 過去の座員
太字は一定の期間参加していない座員、それ以外は故人。

#### 落語協会
- 三代目古今亭志ん朝
- 二代目古今亭圓菊
- 二代目三遊亭金翁 - 志ん朝没後座長
- 橘家圓平
- 三遊亭圓彌
- 金原亭駒三 - 2018年までの座長
- 六代目古今亭志ん橋
- 柳家小里ん
- 入船亭扇遊
- 十一代目金原亭馬生
- あした順子・ひろし
- 松旭斎美智
- ゆたか(笑組)
- 大空遊平

#### 落語芸術協会
- 八代目雷門助六
- 九代目雷門助六
- 江戸家まねき猫

#### その他
- 北見寿代

## 画像

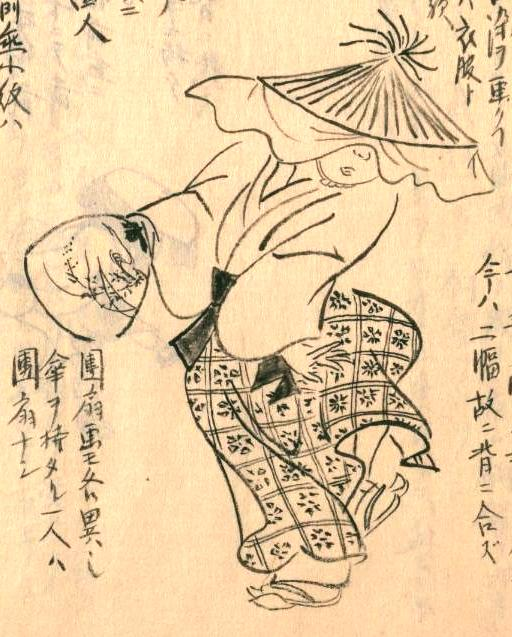
門付芸の住吉踊りの踊り手
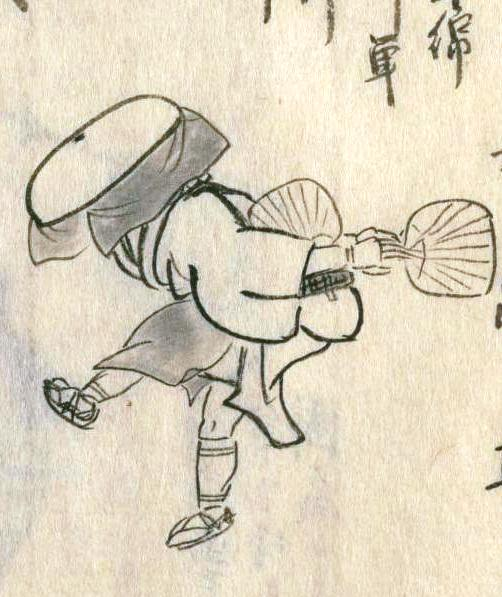
門付芸の住吉踊りの踊り手(現在の御田植神事もほぼ同じ装い)
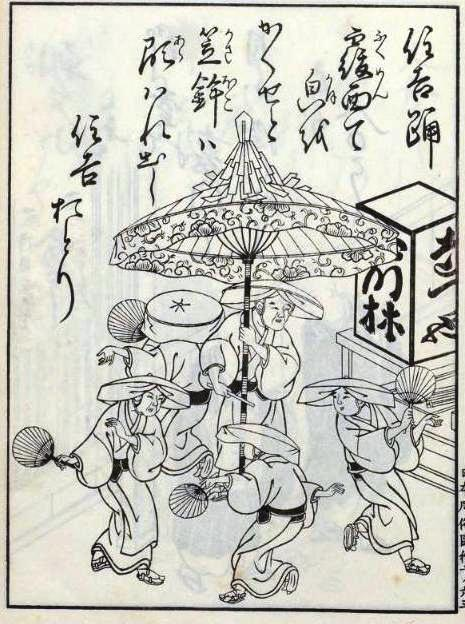
門付芸の住吉踊り
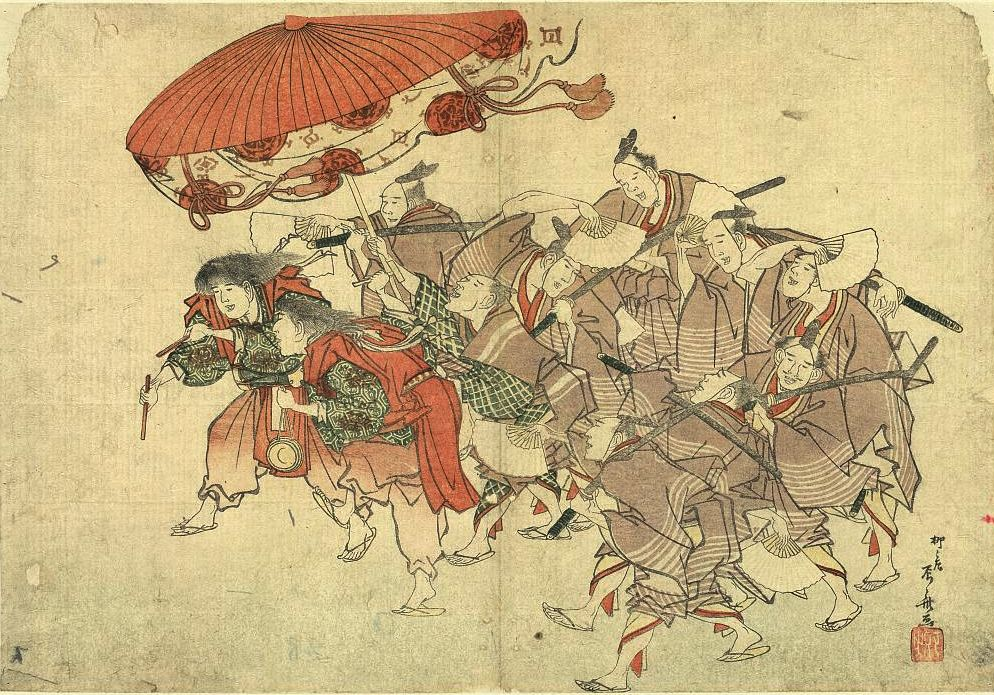
門付芸の住吉踊り
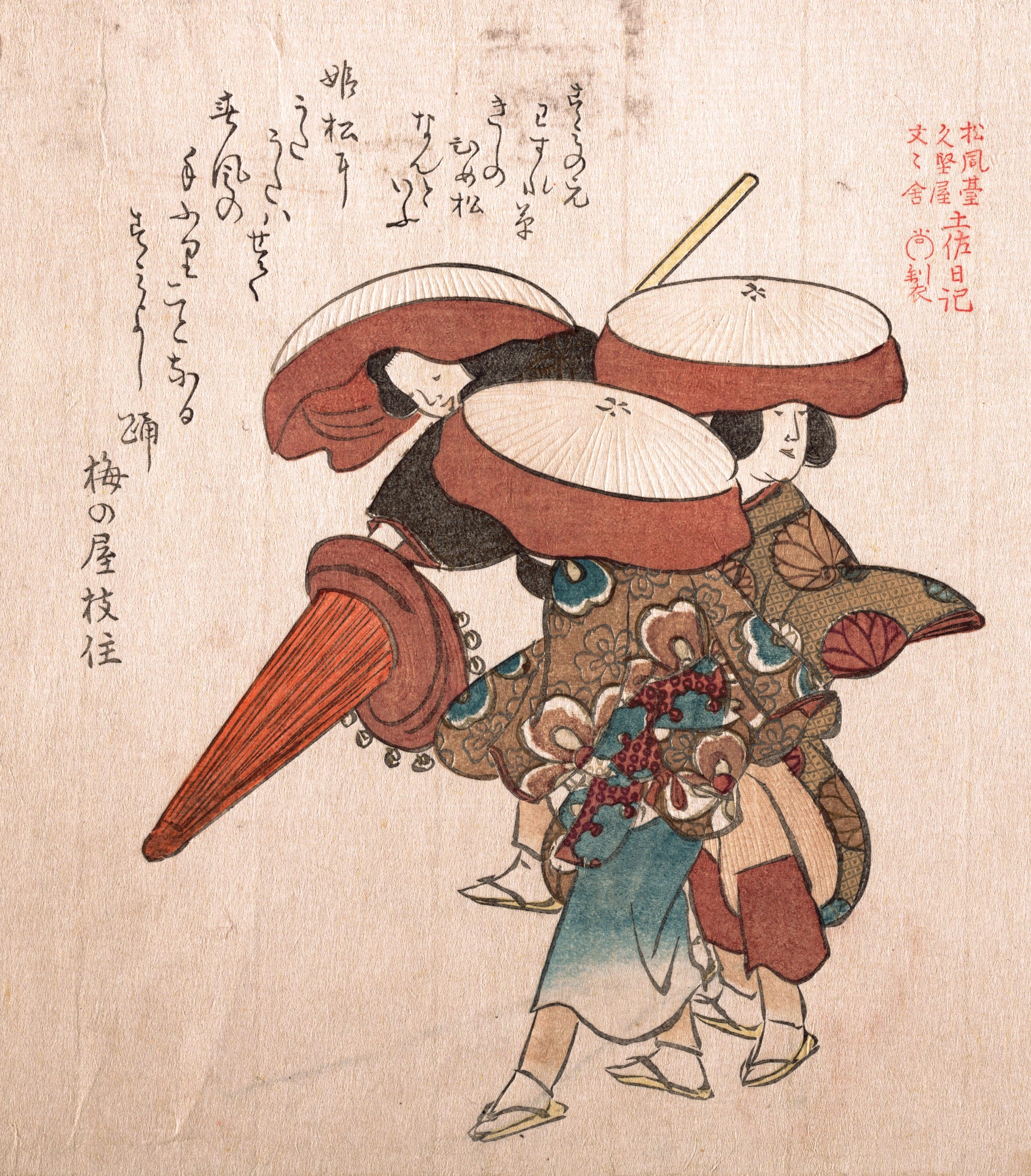
門付芸の住吉踊りの踊り子
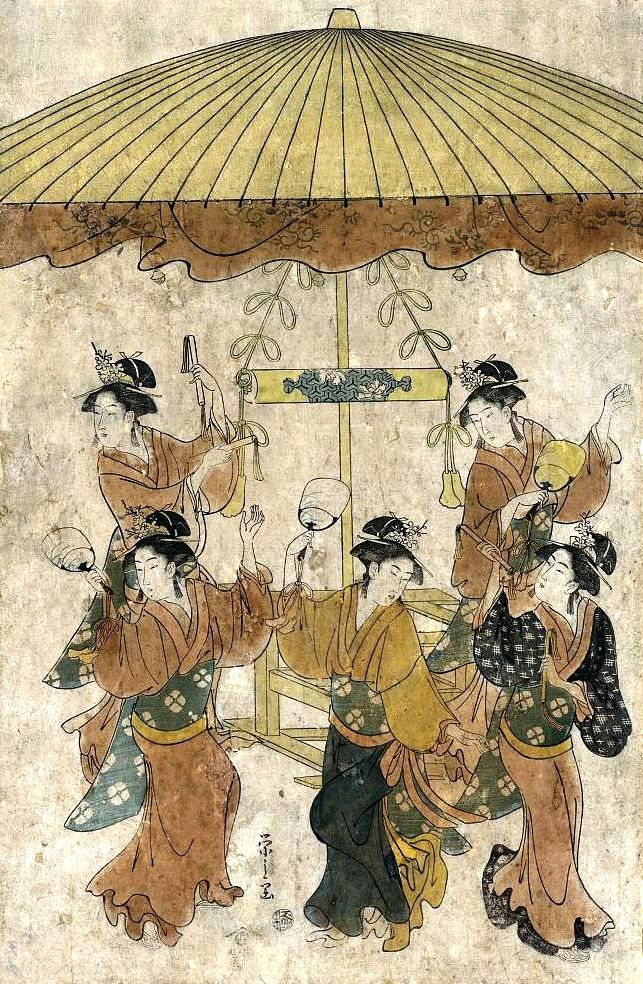
住吉踊りに興じる遊女たち